# Lathecla
Lathecla là một chi bướm ngày thuộc họ Lycaenidae.